# The Giver (romanzo)
The Giver - Il donatore è un romanzo di fantascienza distopica per ragazzi del 1993 di Lois Lowry, primo capitolo della quadrilogia che è proseguita con La rivincita - Gathering Blue (2000), Il messaggero (2004) e Il figlio (2012).
Pubblicato per la prima volta in italiano nel 1995 con il titolo "Il mondo di Jonas"; nel 2010 è stato editato nuovamente col titolo The Giver - Il donatore e nel 2014 come The Giver per l'uscita del film tratto dal romanzo, The Giver - Il mondo di Jonas.
Il romanzo ha vinto la Medaglia Newbery nel 1994.
Ambientato in una società organizzata, pacifica ed equilibrata del futuro prossimo nella quale non sono presenti le differenze individuali e i sentimenti profondi, il libro racconta l'anno importante della vita di un giovane ragazzo, Jonas.
Nella "Cerimonia dei Dodici", a ciascun dodicenne viene assegnato il lavoro che svolgerà per il resto della vita. Nella Comunità infatti nessuno decide il proprio consorte, la casa, la famiglia né il lavoro, ogni unità familiare è meticolosamente assemblata e i bisogni di tutti equamente soddisfatti dal comitato. Non si conoscono i colori, i piaceri, l'amore, le incertezze o i rischi, e persino il tempo atmosferico non cambia.
Jonas, in questa cerimonia, viene insignito del compito di custodire le Memorie dell'Umanità. Egli dovrà ricevere le memorie dal "Donatore", provando sulla propria pelle un terribile e misterioso dolore, sensazioni che nessun altro membro della comunità potrà mai conoscere.
Scoprirà così che la strada verso la conoscenza è un cammino dal quale non si può fare ritorno. Jonas è molto intelligente e spiega a tutti che il vero mondo è diverso.
Il finale è sospeso e non chiaro lasciando immaginare al lettore quello che succederà dopo.

## Adattamento cinematografico
Il 15 agosto 2014 esce nelle sale statunitensi The Giver - Il mondo di Jonas, adattamento cinematografico del romanzo. Il film è diretto da Phillip Noyce ed interpretato da Brenton Thwaites, nel ruolo di Jonas, da Jeff Bridges nel ruolo del Donatore e da Meryl Streep, Alexander Skarsgård e Katie Holmes.

## Edizioni
- Lois Lowry, Il mondo di Jonas, SuperJunior, Milano, Arnoldo Mondadori Editore, 1995, ISBN 88-04-39902-3.
- Lois Lowry, The Giver - Il donatore, Y, Firenze, Giunti Editore, 2010, ISBN 978-88-09-74379-3.
- Lois Lowry, The Giver, Y, Firenze, Giunti Editore, 2014, ISBN 978-88-09-79846-5.